# الأمر التنفيذي 13873
الأمر التنفيذي رقم 13873 وهو بعنوان تأمين سلسلة التوريد والخدمات في مجال تكنولوجيا المعلومات والاتصالات هو أمر تنفيذي وقعه الرئيس الأمريكي دونالد ترامب في واشنطن العاصمة، يوم الأربعاء 15 مايو 2019، يمنع من خلاله الشركات الأمريكية من استخدام معدات الاتصالات من مصادر تعتبرها الإدارة تهديدات للأمن القومي. هدد الأمر بتصعيد التوترات مع الصين مع تصادم الدولتين حول التجارة وما إذا كانت هواوي - أكبر مزود لأجهزة الاتصالات في العالم - تشكل خطرًا (التجسس) على شبكات البنية التحتية الغربية. رفض مسؤولو البيت الأبيض تحديد الصين وهواوي كهدف مقصود للأمر التنفيذي. إلا أنه وبعد إصدار الطلب بفترة وجيزة، أضافت وزارة التجارة الأمريكية هواوي رسميًا إلى قائمة الشركات التي تعتبرها الحكومة الأمريكية «جهات تقوض المصالح الأمريكية». من خلال إضافة هواوي إلى ما يسمى «قائمة الكيانات»، ضمنت إدارة ترامب أن يتم تغطية هواوي بموجب الأمر التنفيذي الجديد.
مع صدور الأمر، أوقفت جوجل وصول هواوي إلى تحديثات نظام التشغيل أندرويد الخاص بها، وقامت شركات تصنيع الرقاقات بقطع الإمدادات عن شركة الاتصالات الصينية، بعد أن أضافتها الحكومة الأمريكية إلى قائمة سوداء للتجارة الأسبوع الماضي، فتضمين اسم هواوي في القائمة عنى فورا أن شركات مثل كوالكوم (QCOM) ستضطر إلى التقدم بطلب للحصول على تراخيص التصدير الأمريكية لمواصلة تقديم التكنولوجيا إلى هواوي. يأتي كل من الأمر التنفيذي وإضافة هواوي إلى القائمة ضمن ضغوط تسعى الإدارة الأمريكية إلى فرضها ضمن المحادثات التجارية مع الصين، وسبقها فرض رسوم جمركية أكثر تشديدًا على مليارات الدولارات من البضائع، إجراءات رأى فيها البعض بداية لمرحلة ركود اقتصادي قادم.
المسؤولون الكبار في الإدارة صرحوا للصحفيين بأن الوثيقة تعكس التزام ترامب بالحفاظ على شبكات الأمة آمنة من الخصوم الأجانب. كما مارس مسؤولون أمريكيون آخرون ضغوطًا علنية على الحلفاء لعدم استخدام معدات هواوي، بحجة أن منتجات الشركة يمكن أن تقدم للحكومة الصينية وسيلة للتجسس على الاتصالات الأمريكية الحساسة. ستقوم إدارة ترامب بتطوير قواعد أكثر تحديدًا على مدار الـ 150 يومًا التالية، وفقًا لمسؤول كبير، وستتم دعوة الشركات الأمريكية لتقديم ملاحظات.
قال قاو فنج المتحدث باسم وزارة التجارة للصحفيين في بكين «الصين تؤكد دائما أن مفهوم الأمن القومي يجب ألا يساء استخدامه. لا ينبغي استخدامه كأداة لدفع الحمائية التجارية إلى الأمام.» وقالت هواوي إن حظرها من الولايات المتحدة سيضر في نهاية المطاف بالأعمال التجارية والمستهلكين الأمريكيين، ويعيق الجهود الأمريكية لتطوير تكنولوجيا الجيل الخامس. وقالت الشركة في هذا الصدد: «إن منع شركة هواوي من ممارسة الأعمال التجارية في الولايات المتحدة لن يجعل الولايات المتحدة أكثر أمانًا أو قوة؛ وبدلاً من ذلك، فإن هذا لن يؤدي إلا إلى قصر الولايات المتحدة على البدائل الأسوء والأكثر تكلفة، مما يترك الولايات المتحدة متأخرة في نشر 5G».
يمكن أن يكون الاقتراح مكلفًا لشركات الاتصالات اللاسلكية الصغيرة والريفية، حيث يستخدم الكثير منها معدات من هواوي بسبب انخفاض تكلفتها مقارنة بأكبر المنافسين التاليين، وهما نوكيا في أوروبا وإريكسون. معظم شركات البيانات الكبرى لا تستخدم معدات هواوي. على الرغم من أن الأمر التنفيذي سينطبق على المشتريات السابقة لمعدات الاتصالات، فقد رفض المسؤولون تحديد ما إذا كانت الحكومة ستساعد شركات البيانات والاتصالات على دفع رسوم مقابل إزالة العتاد من شبكاتهم - أو ما يمكن أن تكون العقوبة على الشركات التي تنتهك السياسة الجديدة.